# 예카테리나 칼린추크
예카테리나 일라리오노프나 칼린추크(러시아어: Екатерина Илларионовна Калинчук, 1922년 12월 2일 - 1997년 6월 13일)는 러시아의 체조 선수였다. 그녀는 1952년 헬싱키 하계 올림픽 도마에서 금메달을 땄고 단체 종합에서 은메달을 땄다.
칼린추크는 1952년에 모스크바 교육학 연구소를 졸업했다. 그녀는 1956년까지 소련 국가 대표팀의 일원이었다.
그녀는 모스크바 시립 묘지에 매장되었다.